# Минкевич, Анатолий Николаевич
Анатолий Николаевич Минкевич (10 февраля 1913 — 1997) — советский учёный, профессор МИСиС, лауреат Сталинской премии 2-й степени (1952).
Сын металловеда Николая Анатольевича Минкевича (1883—1942).

## Биография
Окончил Московский институт стали и сплавов (в то время — МИС имени Сталина) и с 1939 по 1969 год работал там же: ассистент, старший преподаватель, доцент, профессор кафедры металловедения и термической обработки. До этого некоторое время работал на московском Электрозаводе.
Во время войны участвовал в разработке бронежилетов и в изготовлении снарядов, в 1944 году выезжал на фронт.
В 1965 году защитил докторскую диссертацию:
- Химико-термическая обработка металлов и сплавов : диссертация … доктора технических наук : 05.00.00. — Москва : Машиностроение, 1965. — 489 с. : ил.; 22х15 см.

С 1969 по 1997 г. работал в Московском институте инженеров железнодорожного транспорта, профессор кафедры технологии металлов, заведующий кафедрой «Материаловедение и технология конструкционных материалов» (МиТКМ).
Научная сфера — химико-термическая обработка чёрных и цветных металлов и их сплавов, а также спеченных металлических композиций.
Сталинская премия 2-й степени 1952 года — за разработку и внедрение высокопроизводительных методов химико-термической обработки стали.
Почётный железнодорожник.
Похоронен на Новодевичьем кладбище.
Сочинения:
- Химико-термическая обработка стали [Текст] / А. Н. Минкевич. — Москва : изд-во и 1-я тип. Машгиза, 1950 (Ленинград). — 432 с. : ил.; 23 см.
- Химико-термическая обработка металлов и сплавов. — 2-е изд., перераб. — Москва : Машиностроение, 1965. — 491 с. : ил.; 22 см.
- Tratamentele termochimice ale metalelor şi aliajelor: Trad. prescurtată şi prelucrată din limba rusă după ediţia a 2-a / Dr. docent ing. A. N. Minkevici. — Bucureşti : Ed. tehnică, 1968. — 392 с. : ил.; 21 см.
- Chemisch — thermisch Oberflächenbehandlung von Stahl [Текст] / A. N. Minkewitsch ; Übers.: Hermann Farsky. — Berlin : Technik, 1953. — 436 с. : ил.; 24 см.
- Az acél termokémiai kezelése [Текст] / A. M. [!] Minkjevics ; Forditotta Pohorny Hermann. — [Budapest] : Nehézipari könyv- és folyóiratkiadó vállalat, 1951. — 478 с. : ил.; 21 см.